# Веном (фильм)
«Ве́ном» (англ. Venom) — американский супергеройский фильм 2018 года, основанный на одноимённом антигерое Marvel Comics. Произведён компаниями Columbia Pictures, Marvel Entertainment и Tencent Pictures и выпущен в прокат компанией Sony Pictures Releasing. Это первый фильм в трилогии о Веноме и в медиафраншизе «Вселенная Человека-паука от Sony» (SSU). Режиссёром выступил Рубен Флейшер, а сценарий написали Джефф Пинкнер, Скотт Розенберг и Келли Марсел. Главную роль Эдди Брока / Венома исполнил Том Харди. В фильме также снимались Мишель Уильямс, Риз Ахмед, Скотт Хейз и Рейд Скотт. По сюжету журналист Эдди Брок получает сверхчеловеческие способности, став носителем инопланетного симбиота Венома, в то время как другие симбиоты планируют захватить Землю.
После появления Венома в фильме «Человек-паук 3: Враг в отражении» Sony попыталась снять спин-офф, но проект не продвинулся из-за проблем с франшизой «Человек-паук». В марте 2016 года началась работа над новой версией, которая должна была запустить общую вселенную с персонажами Marvel, не связанными с Человеком-пауком, правами на которых обладала студия. Sony также планировала связать этот фильм с «Человек-паук: Возвращение домой», но в конечном итоге дистанцировала его от Человека-паука. В марте 2017 года Розенберг и Пинкнер приступили к написанию сценария, а Флейшер и Харди присоединились к проекту в мае. Съёмки проходили с октября 2017 года по январь 2018 года в Атланте, Нью-Йорке и Сан-Франциско. В основу сюжета легли мини-серия комиксов Venom: Lethal Protector и сюжетная арка Planet of the Symbiotes.
Премьера фильма состоялась 1 октября 2018 года в театре «Regency Village», 4 октября в странах СНГ и 5 октября в США. Фильм получил в основном негативные отзывы от критиков, которые критиковали его сценарий, темп, тон и отклонение от исходного материала, однако высоко оценили химию между Броком и Веномом. Игра Харди получила неоднозначные отзывы. Несмотря на критику, фильм имел кассовый успех, став седьмым самым кассовым фильмом 2018 года, собрав более 856 миллионов долларов по всему миру и установив несколько рекордов для октябрьских премьер. Продолжение, «Веном 2», вышло 1 октября 2021 года. Третья часть — «Веном: Последний танец» — вышла 25 октября 2024 года.

## Сюжет
Биоинженерная корпорация «Фонд жизни» извлекает космический корабль, который разбился в Малайзии с четырьмя внеземными симбиотическими формами жизни (один из них ускользает, слившись с выжившим астронавтом, затем с парамедиком, потом со старушкой), и переносит их в исследовательский центр в Сан-Франциско. Журналист Эдди Брок, который проводит своеобразные интервью, получает поручение от начальника провести интервью с генеральным директором «Фонда жизни» Карлтоном Дрейком о ракетах. Через свою невесту Энн Вейинг, адвоката, связанного с «Фондом жизни», Брок узнаёт о незаконных экспериментах «Фонда жизни» с многочисленными летальными исходами. Против инструкций Брок сталкивается с Дрейком через конфиденциальные материалы, которые он прочёл из электронной почты Энн, что привело к тому, что их обоих уволили с работы, вследствие чего они расстались.
Шесть месяцев спустя Карлтон Дрейк, становится одержимым связыванием симбиотов с людьми, чтобы подготовить человечество к неизбежному экологическому коллапсу Земли и начинает незаконно экспериментировать с бездомными, сливая их тела с симбиотами, которые, в итоге, убивают своих носителей. Одна из учёных Дрейка Дора Скёрт не согласна с такими методами. Она находит Эдди и просит его помочь разоблачить Дрейка. Поначалу Эдди отказывается, однако затем меняет решение и с её помощью проникает в исследовательский центр Дрейка, чтобы получить доказательства его преступлений, в процессе узнавая, что Мария, его знакомая бездомная, стала одной из подопытных Дрейка. Эдди пытается спасти её, но та нападает на него и заражает симбиотом перед смертью. Броку удаётся убежать, но вскоре начинают проявляться странные симптомы: Эдди начинает постоянно хотеть есть. В итоге, он обращается к Энн за помощью. Её новый парень, доктор Дэн Льюис, изучает Эдди и узнаёт, что симбиот внутри него уязвим для шумов определённого частотного диапазона. Тем временем Дрейк наказывает Скёрт за её предательство, заперев её в комнате вместе с одним из оставшихся симбиотов.
Брок атакован наёмниками, нанятыми Дрейком для извлечения симбиота, и после погони превращается в чудовищное существо, известное как «Веном», чтобы отразить атаку и сбежать. Симбиот общается с Эдди и убеждает его сформировать альянс, чтобы он мог испытать жизнь через его тело, в то время как Эдди получает удовольствие от сверхчеловеческих сил, которые даёт ему симбиот. Брок использует свои новообретённые способности, чтобы проникнуть на своё прежнее рабочее место, чтобы передать телефон с доказательствами преступлений Дрейка, но на пути встречает наёмников и снова превращается в Венома для того, чтобы отразить их атаку. Увидевшая это Энн отвозит Брока обратно в больницу к Дэну, где Эдди узнаёт, что симбиот медленно поедает его внутренние органы. Веном утверждает, что вылечит его. Из-за разногласий Веном хватает Дэна, а Энн включает МРТ, из-за чего Веном отделяется от Эдди, которого потом захватывают люди Дрейка.
Тем временем, ускользнувший симбиот выбирает себе нового носителя. В туалете аэропорта он проникает в тело маленькой девочки, которая прилетает в Сан-Франциско и добирается до лаборатории. К тому времени ресурсы её организма использованы настолько, что под глазами появились синие круги. Там симбиот переселяется в тело Дрейка, а девочка, как и его предыдущие носители, умирает.
В штаб-квартире «Фонда жизни» Эдди узнаёт, что Дрейк слился с беглым симбиотом, и что они планируют запустить зонд в космос и привезти легион симбиотов на Землю, чтобы ассимилировать человечество. Тем временем, Энн неохотно сливается с симбиотом, превращаясь в женскую версию Венома и врывается в «Фонд жизни», чтобы спасти Брока, перед этим передав ему симбиота поцелуем. Эдди и симбиот снова становятся Веномом и намереваются остановить Дрейка и его симбиота, которые превращаются в «Райота». Веном и Райот начинают битву на платформе запуска зонда, в результате чего Райот попадает на борт и успевает начать взлёт, оставляя Эдди с отделившимся от него Веномом погибать. Однако Веном успел слиться с Эдди, тем самым спасая ему жизнь. Веном успевает разрушить один из двигателей, тем самым взорвав зонд. Райот вместе с Дрейком сгорают в огне и погибают, а Веном отделяется от Эдди, создавая из себя парашют, спасая этим Эдди, но погибает в огне. Через некоторое время после этого во время беседы Брока и Энн выясняется, что Веном выжил, о чём Брок не стал ей говорить. Эдди договорился с Веномом работать в паре и убивать только плохих людей, после чего вернулся в супермаркет, который ограбили в начале фильма, как раз в тот момент, когда сюда в очередной раз заходит грабитель. Веном съедает преступника.
В первой сцене после титров Брок готовится взять интервью у тюремного заключённого — серийного убийцы Клетуса Кэседи, который утверждает, что после выхода на свободу он устроит резню. Вторая сцена — метраж Человека-паука: Через вселенные.

## Актёрский состав
| Актёр           | Роль                                                        |
| --------------- | ----------------------------------------------------------- |
| Том Харди       | Эдди Брок / Веном                                           |
| Мишель Уильямс  | Энн Вейинг                                                  |
| Риз Ахмед       | Карлтон Дрейк / Райот                                       |
| Скотт Хейз      | Роланд Трис начальник службы безопасности                   |
| Рейд Скотт      | Дэн Льюис парень Энн                                        |
| Дженни Слейт    | доктор Дора Скирт                                           |
| Сопе Алуко      | доктор Коллинс                                              |
| Уэйн Пер        | доктор Эмерсон                                              |
| Мелора Уолтерс  | Мария бездомная                                             |
| Мишель Ли       | врач скорой помощи                                          |
| Пегги Лу        | Миссис Чен хозяйка магазина                                 |
| Рон Сефас Джонс | Джек начальник Эдди                                         |
| Эмилио Ривера   | Ричард охранник фойе                                        |
| Джаред Банкенс  | Айзек один из подопытных                                    |
| Сэм Медина      | грабитель магазина                                          |
| Скотт Декерт    | Зигги сосед Эдди                                            |
| Крис О'Хара     | Джон Джеймсон астронавт                                     |
| Вуди Харрельсон | Клетус Кэседи (камео)                                       |
| Стэн Ли         | старик с собачкой, дающий совет Эдди Броку и Веному (камео) |

## Производство

### Замысел
Персонаж Marvel Comics Эдди Брок / Веном, известный антагонист Человека-паука, был показан в фильме 2007 года «Человек-паук 3: Враг в отражении» в исполнении Тофера Грейса. В июле 2007 года Ави Арад заявил, что спин-офф о Веноме находится в разработке. Студия поручила Джейкобу Аарону Эстесу написать сценарий, однако на следующий год сценарист отклонил предложение. В сентябре 2008 года Пол Верник и Ретт Риз подписали контракт, чтобы написать сценарий к фильму. Стэн Ли подписал контракт, чтобы исполнить эпизодическую роль в фильме. Ретт Риз позже рассказал, что он вместе с Верником написали два черновика сценария для фильма и что студия продвигала фильм вперёд. В 2009 году Гари Россу, который тогда переписывал последний черновик сценария для «Человека-паука 4», было поручено переписать сценарий и заняться постановкой фильма, в котором Веном станет антигероем, а не суперзлодеем. В марте 2012 года режиссёр фильма «Хроника» Джош Транк договорился с Sony о своей заинтересованности в режиссуре фильма после того, как Росс покинул работу над постановкой фильма «Голодные игры». В июне 2012 года продюсер фильма «Новый Человек-паук» Мэтт Толмак в разговоре со своим коллегой Ави Арадом, который предложил ему следовать за общей моделью вселенной фильма «Мстители», о следующем проекте «Веном» сказал следующее: «то что я пытаюсь донести, не раскрывая никакой важной информации, — это свою надежду, что когда-нибудь все эти [вымышленные] миры будут уживаться друг с другом».
В декабре 2013 года Sony анонсировала два спин-оффа, о Веноме и Зловещей шестёрке, для расширения вселенной Человека-паука в своих фильмах со сценаристами Алексом Куртцманом, Роберто Орси и Эдом Соломоном, а Куртцман займётся постановкой фильмов. В сентябре 2014 года Куртцман рассказал сайту Comic Book Resources, что они рассматривают различные воплощения персонажа.
В марте 2016 года было объявлено, что Sony продолжает разработку фильма, нанимая Данте Харпера для написания сценария к фильму. Картина не будет связана с версией Человека-паука из «Кинематографической вселенной Marvel», а её действия будут происходить в собственном вымышленном мире. Год спустя Sony объявила, что «Веном» выйдет на экраны 5 октября 2018 года; Скотт Розенберг и Джефф Пинкер работают над черновиком сценария. Фильм предназначен для рейтинга R и положит начало вселенной Marvel от Sony. В мае 2017 года Том Харди был официально утверждён на роль Венома, а Рубен Флейшер займётся постановкой фильма. Предполагается, что в фильме появится Карнаж.
Изначально фильм должен был иметь рейтинг R. Однако по мнению Sony, данный рейтинг мог вызвать проблемы с кроссовером с Человеком-пауком, а также другими персонажами КВМ в будущих фильмах. В конечном итоге «Веном» получил рейтинг PG-13, со смягчённым насилием, чтобы допустить возможные переходы.

### Подготовка к съёмкам
В июне 2017 года президент Marvel Studios Кевин Файги подтвердил, что, поскольку фильм был единственным проектом Sony, то у Marvel не было планов переводить «Венома» в КВМ. Однако, продюсер Эми Паскаль вскоре заявила, что Sony намерены сделать так, чтобы события в их фильмах происходили в «том же мире», что и в фильме «Человек-паук: Возвращение домой», описывая их как «дополнение» к этому миру. Она сказала, что новые фильмы будут пересекаться друг с другом, и что в фильмах может появиться Человек-паук Холланда. Риз Ахмед вёл переговоры о присоединении к проекту в августе.
В сентябре Мишель Уильямс вступила в переговоры, чтобы исполнить роль окружного прокурора и девушки Брока. К октябрю Дженни Слейт вела переговоры о своём участии в картине, Келли Марсел написала последний черновик сценария, в то время как Рейд Скотт вошёл в переговоры об участии в съёмках.
Финальный бюджет фильма составил 100 миллионов долларов, из которых треть — от китайской компании Tencent Pictures.

### Съёмки
Съёмки стартовали 23 октября 2017 года в Атланте и Нью-Йорке.

## Музыка
Людвиг Йоранссон записал музыку для фильма «Веном» в марте 2018 года, воссоединившись с Рубеном Флейшером после того, как пара работала вместе над фильмом 2011 года «Успеть за 30 минут». Написав музыку для фильма Marvel Studios «Чёрная пантера» (2018), Йоранссон заявил о заинтересованности в продолжении исследования музыки для фильмов о супергероях. В августе 2018 года рэпер Эминем сообщил, что написал новую песню для саундтрека «Венома». Его альбом Kamikaze содержит бонусную песню под названием «Venom (Music from the Motion Picture)», которая является отсылкой на фильм. Альбом Йоранссона был выпущен компанией Sony Classical Records 5 октября 2018 года.

## Реакция

### Кассовые сборы
Согласно данным Box Office Mojo, фильм собрал $856 085 151 в мировом прокате (20-е место в жанре супергеройского кино), из них $213 515 506 в США и Канаде (13-е место среди релизов 2018 года) и $642 569 645 в остальных странах; в первый уик-енд мировые сборы составили $207 418 638 (64-е место в списке лучших мировых кассовых сборов в первый уик-енд кинопроката). По информации Deadline Hollywood, фильму достаточно было собрать около 450 млн долларов, чтобы окупиться в кинопрокате. Занимает седьмое место среди самых кассовых картин 2018 года.
В первый уик-енд, то есть в период с 5 по 7 октября, в США и Канаде «Веном», оставив на 2-й строчке заработавший $42 908 051 мюзикл «Звезда родилась», собрал $80 255 756 (лучший результат первого уик-енда в октябре за всё время даже с учётом инфляции, 2-й результат для осени с учётом и без учёта инфляции (вслед за фильмом «Оно» 2017 года), 87-е место за всё время). Во второй уик-енд проката, с 12 по 14 октября, в США и Канаде фильм вновь стал лидером, собрав $35 006 107. В третий и четвёртый уик-енды «Веном» был уже на третьем месте со сборами $18 043 887 и $10 652 381 соответственно. Октябрь 2018 года стал рекордно прибыльным для американо-канадского проката во многом благодаря именно «Веному». В пятый уик-енд фильм опустился на 6-е место, собрав $7 877 174. 6 ноября «Веном» перешагнул отметку в 200 млн долларов отечественных сборов. В шестой уик-енд фильм опустился на 8-ю строчку ($4 915 378), в седьмой уик-енд — на 12-ю ($1 976 625).
В остальном мире в первый уик-енд «Веном» собрал $127 152 882 (51-е место за всё время), в том числе $13 106 043 в России с 4 по 7 октября. Во второй уик-енд сборы составили $70 890 533, в третий — $32 554 279, в четвёртый — $18 019 153, в пятый — $15 786 508. Сборы в Китае в дебютный уик-енд составили 110,3 млн долларов, что обеспечило кассу в $119,5 млн в шестой уик-енд по миру. В седьмой уик-енд международные сборы составили $54 701 004, главным образом за счёт Китая, где «Веном» остался лидером проката.
В России фильм является самым прибыльным для студии Sony, по сборам в первый уик-енд — третьим; 7 ноября «Веном» стал самым кассовым релизом 2018 года со сборами 1,89 млрд рублей, обогнав блокбастер «Мстители: Война бесконечности». Занимает 32-е место по лучшим кассовым сборам в России в первый уик-енд.

### Критика
| Пользовательские рейтинги | Пользовательские рейтинги |
| Издание                   | Оценка |
| ------------------------- | --- |
| IMDb                      | 7,0 из 10 звёзд · 7,0 из 10 звёзд · 7,0 из 10 звёзд · 7,0 из 10 звёзд · 7,0 из 10 звёзд · 7,0 из 10 звёзд · 7,0 из 10 звёзд · 7,0 из 10 звёзд · 7,0 из 10 звёзд · 7,0 из 10 звёзд |

Фильм имеет на основании 362 отзывов рейтинг 30 % на агрегаторе рецензий Rotten Tomatoes и среднюю оценку 4,5 из 10, однако зрительские рейтинги составляют 89 % и 4,1 из 5; на сайте Metacritic фильм имеет рейтинг 35 из 100, основанный на 46 рецензиях, при этом пользовательский рейтинг равен 6,3 из 10. Большинство первых обозревателей раскритиковало сюжет, назвав фильм устаревшим, а шутки — не всегда удачными, в то время как игра Тома Харди получила более положительные отзывы. На сервисе CinemaScore «Веном» имеет оценку B+ по шкале от A+ до F.
Американский писатель и кинокритик Алонсо Дюральд для сайта TheWrap написал отрицательный отзыв о «Веноме», назвав фильм «вялой подделкой». Оуэн Глейберман из Variety написал, что визуальные эффекты фильма ужасные, но также выразился, что, возможно, фильм не провалится, как «Мумия» с Томом Крузом. Однако он также сомневается, что франшиза будет расширяться. Кэти Уолш из Chicago Tribune дала фильму 2,5 звёзды из четырёх и отметила, что в фильме полный беспорядок из-за ужасной графики. Перри Немирофф из Collider дал фильму оценку C+, ругая за первую и слабую часть фильма.
Российские кинокритики так же поставили фильму невысокие оценки. Обозреватель Газета.Ru Дмитрий Кузьмин так охарактеризовал картину: «„Веном“ представляет собой сильно пострадавшую от PG-13 историю с хорошим потенциалом». Обозреватель журнала Афиша Станислав Зельвенский раскритиковал фильм, посчитав, что «корень проблемы, разумеется, не в британских актёрах, а в примитивной режиссуре и сценарии, страдающем тотальной шизофренией», а также предложил альтернативный вариант: «„Апгрейд“ в двадцать раз дешевле и во столько же веселее». Кинокритик сайта Meduza Антон Долин отметил, что фильм проигрывает в драматургии и режиссуре, но сам Веном «потрясающе сделан», и «тема раздвоения личности подана во внутренних диалогах Эдди с Веномом неожиданно остроумно». Иван Чувиляев в рецензии для Фонтанки.ру похвально отозвался о сценарии и особенно об актёрской игре.
20 декабря 2018 года эксперты журнала The Hollywood Reporter назвали худшие фильмы 2018 года. Пятое место в указанном антирейтинге заняла картина «Веном».

### Награды
| Награда                                        | Дата номинации | Категория                                                   | Номинант(ы)                                                                      | Результат | Ссылки |
| ---------------------------------------------- | -------------- | ----------------------------------------------------------- | -------------------------------------------------------------------------------- | --------- | ------ |
| Los Angeles Online Film Critics Society Awards | 9 января 2019  | Лучшие визуальные эффекты или анимация                      | Том Харди                                                                        | Номинация | [ 88 ] |
| Visual Effects Society Awards                  | 5 февраля 2019 | Выдающиеся эффекты моделирования в фотореалистичной функции | Аарон Бурланд, Джордан Уолш, Александар Чалевски, Федерико Фрассинелли           | Номинация | [ 89 ] |
| Taurus World Stunt Awards                      | 11 мая 2019    | Лучшая работа с транспортным средством                      | Джек Гилл, Генри Кинги-старший, Джалил Джей Линч, Денни Пирс и Джимми Н. Робертс | Победа    | [ 90 ] |
| Taurus World Stunt Awards                      | 11 мая 2019    | Лучший трюк по специальности                                | Джо Драйден и Джимми Н. Робертс                                                  | Номинация | [ 90 ] |
| Taurus World Stunt Awards                      | 11 мая 2019    | Лучший трюковый координатор и/или второй режиссёр           | Энди Гилл, Джек Гилл, Крис О’Хара и Спиро Разатос                                | Номинация | [ 90 ] |
| Золотой трейлер                                | 29 мая 2019    | Лучший боевик                                               | «Контроль» (Вилд Кард)                                                           | Номинация | [ 91 ] |
| MTV Movie & TV Awards                          | 17 июня 2019   | Лучший поцелуй                                              | Том Харди и Мишель Уильямс (Эдди Брок/Веном и Энн Вейинг)                        | Номинация | [ 92 ] |

## Будущее

### Продолжение
Sony с помощью «Венома» планируют начать свою собственную серию фильмов. В июле 2017 года Панич указал, что будущие фильмы «Венома» могут пересекаться с фильмами «Человека-паука». Харрельсон в мае 2018 года показал, что он должен был играть более значительную роль в продолжении «Венома», описывая этот шаг как бросок кубиков, так как он не смог прочитать сценарий для сиквела, прежде чем подписаться на первый фильм. В августе 2018 года Харди заявил, что он подписал контракт на ещё два фильма.
К ноябрю аналитики кассовых сборов заявили, что «Веном» был достаточно успешным, чтобы гарантировать продолжение. Месяц спустя Пинкнер подтвердил, что «Веному 2» быть, но сам участвовать в написании сценария для сиквела он не будет. В январе 2019 года Sony официально начала работу над фильмом после того, как наняла Марселя, чтобы тот стал сценаристом и продюсером фильма. Харди, Уильямс и Харрельсон, как было подтверждено, вернутся вместе с продюсерами первого фильма, но режиссёр ещё не был назначен из-за работы над новым фильмом «Zомбилэнд: Контрольный выстрел». В России «Веном 2» вышел в прокат 30 сентября 2021 года.
В октябре 2019 года Флейшер заявил, что он был рад позволить Серкису присвоить себе данную франшизу после негативной реакции критиков, которую получил «Веном». Флейшер полагал, что рецензенты были несправедливы по отношению к «фильму, вызывающему толпу», возможно, из-за предвзятости в отношении Sony и в отношении конкурирующих фильмов супергероев Marvel Studios. В том же месяце Deadline сообщил, что в сиквеле появится персонаж Визг, а Variety сообщила, что на данный момент Наоми Харрис рассматривается на роль. В эксклюзивном интервью CinemaBlend продюсер Мэтт Толмак признал вероятность, что новый фильм благодаря успеху Джокера обзаведётся рейтингом R.

### Вселенная Человека-паука от Sony
Фильм является первым в медиафраншизе «Вселенная Человека-паука от Sony», за которым последовали «Веном 2» (2021), «Морбиус» (2022) и «Мадам Паутина» (2024). В 2024 году вышли фильмы «Веном: Последний танец» и «Крейвен-охотник».

### Потенциальный кроссовер[a]
В июле 2018 года Флейшер и Харди проявили интерес к кроссоверу с Человеком-пауком и указали, что Sony тоже заинтересовалась этой идеей; В августе студия подтвердила, что она планирует пересечь Человека-паука и Венома, сказав: «Они уже находятся в одной и той же вселенной, поэтому, не отдавая слишком много, мы с нетерпением ждём, чтобы они в конечном итоге столкнулись в будущем». В июне 2019 года президент Marvel Studios Кевин Файги заявил, что «вероятно» эти два персонажа встретятся в будущем фильме, но отметил он это ещё до Sony.

## Комментарии
1. ↑  Marvel Studios не имеет ничего общего с созданием этого фильма и не планирует интегрировать его с «КВМ»[105], но Sony считает, что он находится в «том же мире», что и фильмы КВМ, такие как «Человек-паук: Возвращение домой»; продюсер Эми Паскаль описала «Венома» как «дополнение» к этому миру[106].